# The Rainbows
The Rainbows était un groupe musical américain des années 1950. Le groupe fut révélé en 1955 par le succès de leur album Mary Lee. Le leader du groupe était Don Covay à partir de 1956, tandis que Marvin Gaye et Billy Stewart rejoignaient le groupe occasionnellement pour remplacer d'autres membres indisponibles,.